# Hieronymus Kradenthaller

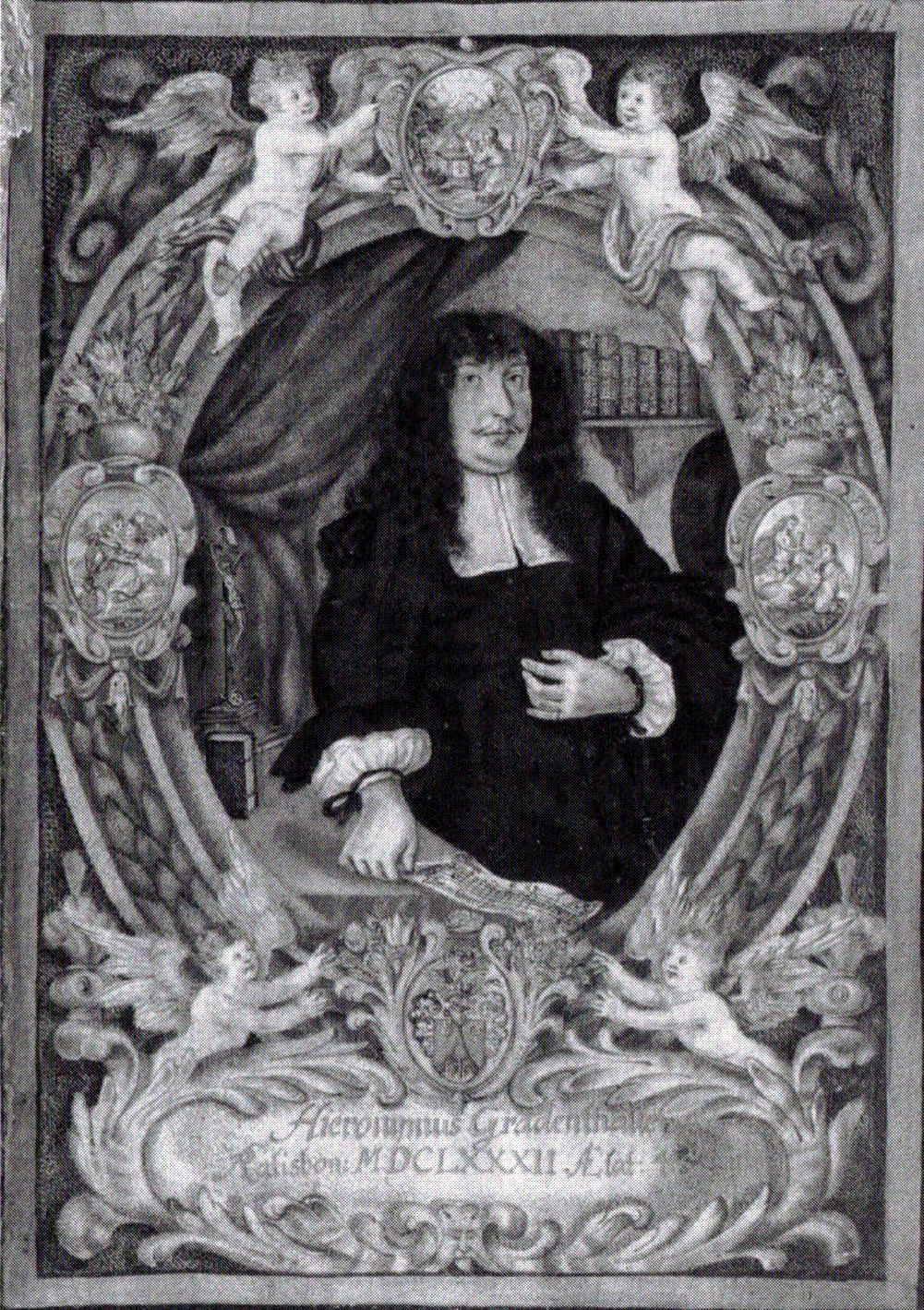
Hieronymus Kradenthaller (1682)

Hieronymus Kradenthaller, auch: Gradenthaler, Gradenthaller (* 27. September 1637 in Regensburg; † 19. Juli 1700 ebenda) war ein deutscher Organist und Komponist.

## Leben
Sein Vater Augustin Gradenthaler (Kradenthaller) (1608–1660) war Chramhändler und Organist an der evangelischen Kirche St. Oswald in Regensburg. In der Stadt war 1543 für alle Bürger die Reformation eingeführt worden. Damit konnte sich die bereits 1505 gegründete städtische Lateinschule im Laufe der folgenden unruhigen Jahre an einem neuen Standort in der Gesandtenstraße in einem Neubau zum protestantisch-reichsstädtischen Gymnasium poeticum entwickeln. Das Gymnasium mit seinen Kantoren wurde zu einem wichtigen Zentrum der Musikausbildung in Süddeutschland. Zwischen 1656 und 1658 ermöglichte ihm ein städtisches Stipendium, in Nürnberg die „Compositions und Organistenkunst“ zu erlernen. Der dortige Organist David Schedlich gilt als sein möglicher Lehrer. Kradenthaler kehrte 1658 nach Regensburg zurück und wurde zunächst dem Organisten der Neupfarrkirche Johann Babtist Häberl als Substitut zugewiesen, später als dessen Nachfolger ernannt. Er heiratete am 30. August 1659 die Bürgerstochter Juliana Susanna Dimpfl. Nach dem Tod seines Vaters wurde er zum Organisten in St. Oswald ernannt und erhielt am 23. Februar 1660 das Regensburger Bürgerrecht. 1861 wurde er zum Assessor im städtischen Vormundsamt gewählt.

## Werke
Neben geistlichen Arien schuf er auch weltliche Musik: in seiner gedruckten Sammlung Musicalische Recreation von Allemanden, Sarabanden, und Bouré: Allen Liebhabern und Incipienten der Music componirt und vorgestellet Violino solo è Basso continuo von HIERONYMO Kradenthaller MVSICO und Organisten in Regenspurg MDLXXII von 1672 veröffentlichte er mehrere Suiten für Violine und Generalbaß. Seine Tanzstücke für Streicher Deliciae musicales in Suitenform enthalten erstmals eine kurze Sonatina, die der Partita vorangestellt ist.
In der Sammlung Geistlicher Blumenstrauß vertonte er die Lieder des Regensburger Dichters Johann Ludwig Prasch.